# Thallarcha cosmodes
Thallarcha cosmodes là một loài bướm đêm thuộc phân họ Arctiinae, họ Erebidae.